# Черниково (Зубцовский район)
Черниково — деревня в Зубцовском районе Тверской области. Входит в состав Зубцовского сельского поселения.

## География
Находится в южной части Тверской области на расстоянии приблизительно 5 км на север-северо-запад от районного центра города Зубцов.

## История
Деревня была отмечена еще на карте Менде (состояние местности на 1848 год). В 1859 году здесь (деревня Зубцовского уезда Тверской губернии) было учтено 10 дворов.

## Население
Численность населения: 100 человек (1859 год), 11 (русские 55 %, аварцы 45 %) в 2002 году, 5 в 2010.